# کارخانه (منطقه بازرگانی)

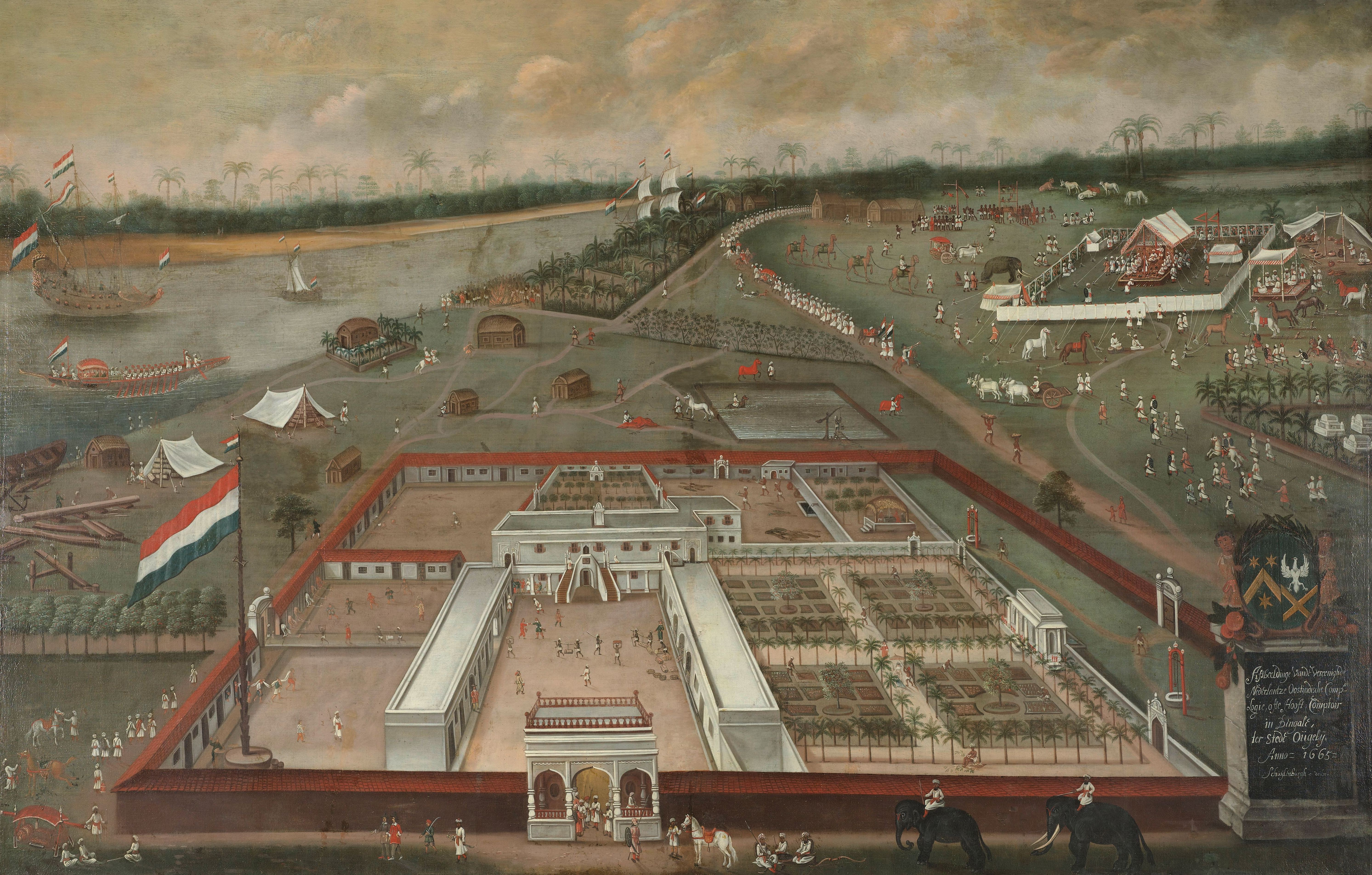
کارخانه هلندی. در Hugli-Chuchura، بنگال، در سال ۱۶۶۵.

کارخانه (پرتغالی: feitoria) نام رایج در دوران قرون وسطی و عصر جدید اولیه برای یک منطقه تجاری خارجی - که اساساً شکل اولیه از یک منطقه آزاد تجاری یا نقطه انتقال بود. در یک کارخانه، ساکنان محلی می‌توانستند با بازرگانان خارجی که اغلب به عنوان عوامل (حق‌العمل‌کار ) شناخته نمی شوند 